# 塚本出入口
塚本出入口（つかもとでいりぐち）は、大阪府大阪市淀川区の阪神高速道路11号池田線の出入口。環状線方面からの出口と入口のハーフICである。
特に上り（環状線）方向は淀川手前最後の入口ということもあり、今や車線を増やした天王山トンネルを上回る関西の渋滞の名所。「11号池田線塚本を先頭に○km」というフレーズは道路交通情報でたびたび聞かれる。
淀川通を介して新大阪駅や淀川区地域の最寄りの阪神高速のランプでもある。

## 接続する道路
- 姫島通
- 淀川通

## 周辺
- JR西日本東海道本線塚本駅
- 淀川
- 西淀川区役所

## 隣
阪神高速11号池田線
(11-03)梅田出入口 - (11-04)福島出入口 - (11-05)塚本出入口 - (11-06)加島出入口 - (11-07,11-08)豊中南出入口